# 朴恩佑
朴恩佑（韓語：박은우，1990年3月30日—），韩国创作歌手。

## 生平
朴恩佑于2007年以“17岁大田少女”的名义出道，艺名“Xeno”。2008年凭借现场歌曲“Who are you? sexy My Boy”中男性化的舞蹈在韩国网络意外走红。不少韩国网友在网络上将她的照片恶搞。但是在仅仅十几天的时间后，她再次登台献唱，清纯可爱的淑女装彻底颠覆了之前的形象。这当时在韩国网络上被称为“Xeno的逆袭”。成名后她专注作词和作曲，在2012年为韩剧绅士的品格录制了原声带“Everyday”再次被大众熟知。

## 音乐作品

### 单曲
- 니가 뭔데- 2007年7月20日
- Who are you? sexy my boy! - 2008年3月7日
- 내게 다시 - 2008年6月23日
- 우리아이 - 2013年3月15日

### 原声带
- 绅士的品格 OST - "Everyday" - 2012年6月3日

### 专辑
- Seventeen Xeno - 2007年9月20日